# SN 2008ht
SN 2008ht – supernowa typu Ib odkryta 23 listopada 2008 roku w galaktyce UGC 5002. W momencie odkrycia miała maksymalną jasność 17,20m.